# Pteridium

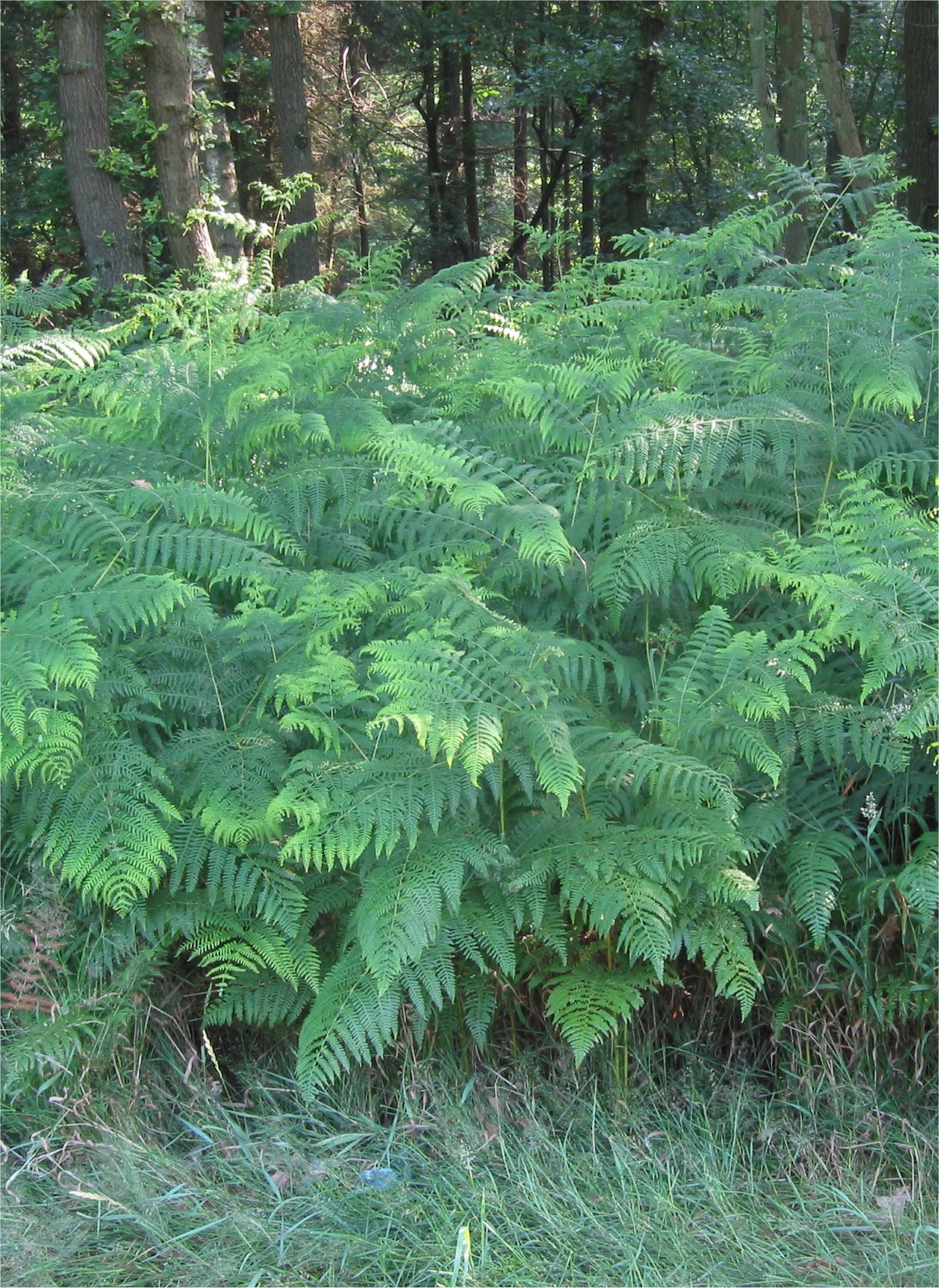
Pteridium aquilinum

Pteridium es un género de helechos de la familia de las Dennstaedtiaceae. Incluye unas diez especies de helechos grandes y gruesos. 

## Etimología
Pteridium es un diminutivo de Pteris, nombre latino  procedente del griego pteron, que significa ala, por la forma de las frondes.

## Ecología
Este género es probablemente el más distribuido de cualquier género de helechos en el mundo, aparece en todos los continentes excepto Antártica  y en todos los ambientes exceptos los cálidos y los fríos de desiertos. Así es considerado con una distribución cosmopolita. En el pasado, se lo considearba al género con una sola especie, Pteridium aquilinum, pero ahora se subdivide en varias especies.
Evolucionalmente,  puede considerárselo como uno de los más exitosos helechos en sobrevivir.  La planta posee frondas grandes, triangulares desde una muy expandida zona radicular, y puede formar densas matas. Las raíces pueden moverse 1 m o más  entre  frondas; y éstas crecer a 2,5 m de largo o más con soporte, pero lo  típico es el rango de 0,6-2 m de altura. En ambientes fríos, es caduca en invierno. Requiere suelos bien drenados,  generalmente se la halla en laderas de sierras.
Es alimento de larvas de algunas spp. de  Lepidoptera como  Melanchra persicariae, Phymatopus, Pharmacis, Triodia sylvina, y Euplexia lucipara.

## Usos

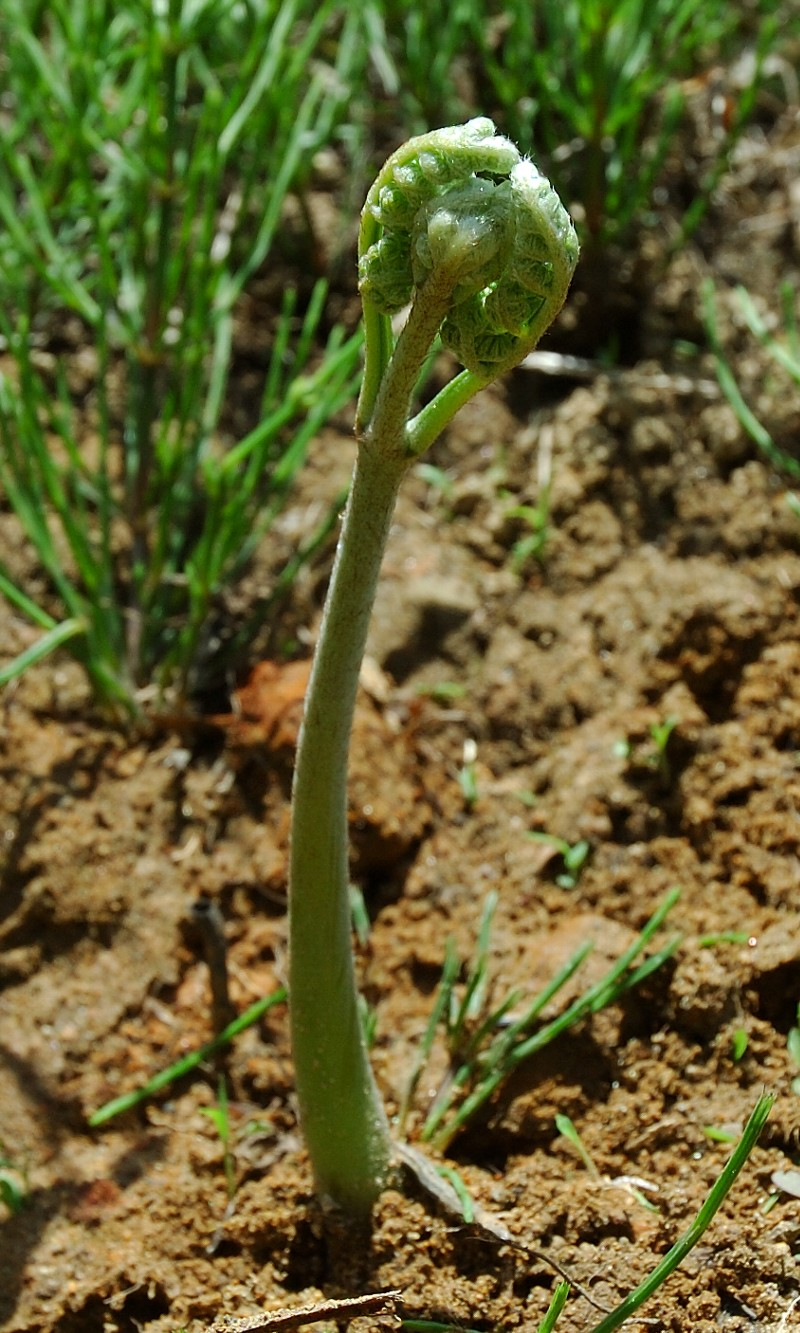
Hoja joven de P. aquilinum

Las frondas inmaduras, firmemente enruladas, emergentes, han sido consideradas comestibles por muchas culturas a través de la  historia, y aún es usada como alimento fresco (o cocido) o preservado en sal, encurtido, o secados al sol.  En Corea, donde se llama  gosari namul, es un ingrediente típico en el plato con arroz bibimbap.
Tanto frondas como rizomas se han usado para preparar cerveza,  y el almidón del rizoma se usa como sustituto de la Maranta arundinacea.  Puede hacerse pan con harina de rizoma seco y pulverizado, solo o con otras harinas. Los  originarios estadounidenses cocinaban los rizomas, los pelaban y los comían, y también pulverizaban las fibras almidonales en harina.  En Japón, el almidón de rizomas se usa  para hacer pasteles y golosinas.
Los maorí de Nueva Zelanda usan los rizomas de P. esculentum (aruhe) como una comida de primera necesidad, especialmente en grupos de exploración o de caza, fuera de sus asentamientos permanentes; mucha de la inmensa distribución de esta especie actualmente en Nueva Zelanda,  es consecuencia de prehistóricas deforestaciones y subsecuente tendencia del aruhe a colonizar los suelos ricos (que producen los mejores rizomas). Los rizomes secados al aire pierden peso; para luego consumirlos, se calientan brevemente y se mezcla con un patu aruhe (polvo de rizoma); el almidón puede luego chuparse de las fibras en cada comida, o juntarse para prepararlo luego. El patu aruhe era un objeto significativo y se desarrollaron varios estilos (McGlone et al. 2005).
También tiene un uso medicinal. Los rizomas en polvo se   consideran particularmente efectivos contra gusanos parásitos. En América se comía rizoma en crudo como remedio para la bronquitis.  
Se ha mostrado que es carcinógeno y se piensa que es una importante causa de alta incidencia de cáncer de estómago en Japón,  donde se consume como una verdura, llamada warabi. Está siendo investigada como posible fuente de nuevos insecticidas.
Además de causar cáncer, el helecho no cocinado contiene la enzima tiaminasa, que rompe la tiamina. Por lo que, un consumo excesivo puede causar beriberi, especialmente en spp.  con estómago simple.  Los rumiantes son menos vulnerables debido a que sintetizan la tiamina.